# 山川雄大
山川 雄大（やまかわ たかひろ、1993年3月6日 - ）は、日本のボートレーサー。
兵庫県神戸市出身。実弟は元NPBプロ野球選手で読売ジャイアンツに所属した山川和大。自身も大学まではアマチュアの野球選手であった。実兄は歌手の山川陽彩。
登録番号は4902。最終学歴は甲南大学卒業。

## 略歴

### アマチュア野球選手時代
神戸市立有野北中学校卒業後、神港学園神港高等学校に入学。同校では野球部に在籍し、3年春の2010年3月には第82回選抜高等学校野球大会への出場を果たしている。
高校卒業後に甲南大学にスポーツ推薦で進学し、準硬式野球部に入部した。その甲南大学準硬式野球部は、2012年8月に開催された第63回全日本大学準硬式野球選手権大会で準優勝を果たしたが、山川もレギュラーの二塁手として、その大会に出場し、表彰も受けた。
高校から大学に掛けての学生アマチュア野球での全国大会での活躍が認められ、ボートレーサー転向時にやまと学校（現・ボートレーサー養成所）に入所する際の応募では、甲南大学より元アマチュア野球選手としてのスポーツ推薦を勝ち取って受験した。このほか、プロ雀士への転向を考えていた時期もあったという。

### ボートレーサー転身後
117期として2015年11月にデビュー。2016年11月には初の1着となり、水神祭が行われた。
2022年1月14日、ボートレース下関「G3長府製作所杯」で初優出初優勝を飾る。デビューから6年2か月での初優勝だった。
2024年9月15日、ボートレース平和島の「第21回サントリーカップ」初日2Rでインから逃げ勝つと、続く8Rは4コースカドから捲って快勝。連勝を飾って通算200勝を達成した。